# Осецький Петро Михайлович
Петро́ Миха́йлович Осе́цький (8 серпня 1986 — 6 лютого 2023) — молодший сержант Збройних Сил України, учасник російсько-української війни, який загинув під час російського вторгнення в Україну.

## Життєпис
Петро Осецький народився 8 серпня 1986 року в селі Доброгостів, Дрогобицького району, Львівської області.
Розпочав навчання в доброгостівській школі та закінчив у 2009 році Львівський інститут економіки і туризму.
З початком повномасштабного вторгнення Російської Федерації до України добровольцем вступив до лав Збройних сил України. Боровся проти держави-терориста у складі 125-ї окремої бригади територіальної оборони ЗСУ, служив бойовим медиком стрілецької роти.
Вірний військовій присязі, загинув 6 лютого 2023 року при виконанні службового обов'язку по захисту Батьківщини. Військовий загинув, виконуючи бойові завдання, поблизу села Діброва на Луганщині.
Похований на сільському кладовищі села Доброгостів, Дрогобицького району, Львівської області. «Я обійму тебе, мій хлопчику, і плакатиму вже не від горя, а від радості зустрічі з тобою», — сказала мама Героя. «Спи спокійно, воїне, котрий віддав своє життя за нашу свободу. Хоча ти не крокуватимеш у переможному марші на майдані Києва, але ти все зробив для того, щоб нашу Перемогу та цей марш наблизити, і ми дякуємо тобі за це», — у прощальній промові зазначив отець Любомир.
У Петра Осецького залишилися мама, брат та сестра.

## Нагороди
В лютому 2024 року відповідно до указу Президента України № 135/2023 Петру Осецькому за особисту мужність і самовідданість, виявлені у захисті державного суверенітету та територіальної цілісності України, вірність військовій присязі було посмертно відзначено державною нагородою: орденом «За мужність» III ступеня.
В травні 2024 відповідно до указу Міністра оборони України № 786 від 21 травня 2024 року відзначено медаллю «Захиснику України».